# Arradzsán
Arradzsán (arab-perzsa írással أرجان) középkori város és tartományi központ volt Délnyugat-Iránban, Huzesztán és Fársz határán. A várost 1085-ben egy földrengés pusztította el.

## Jam e Arjan

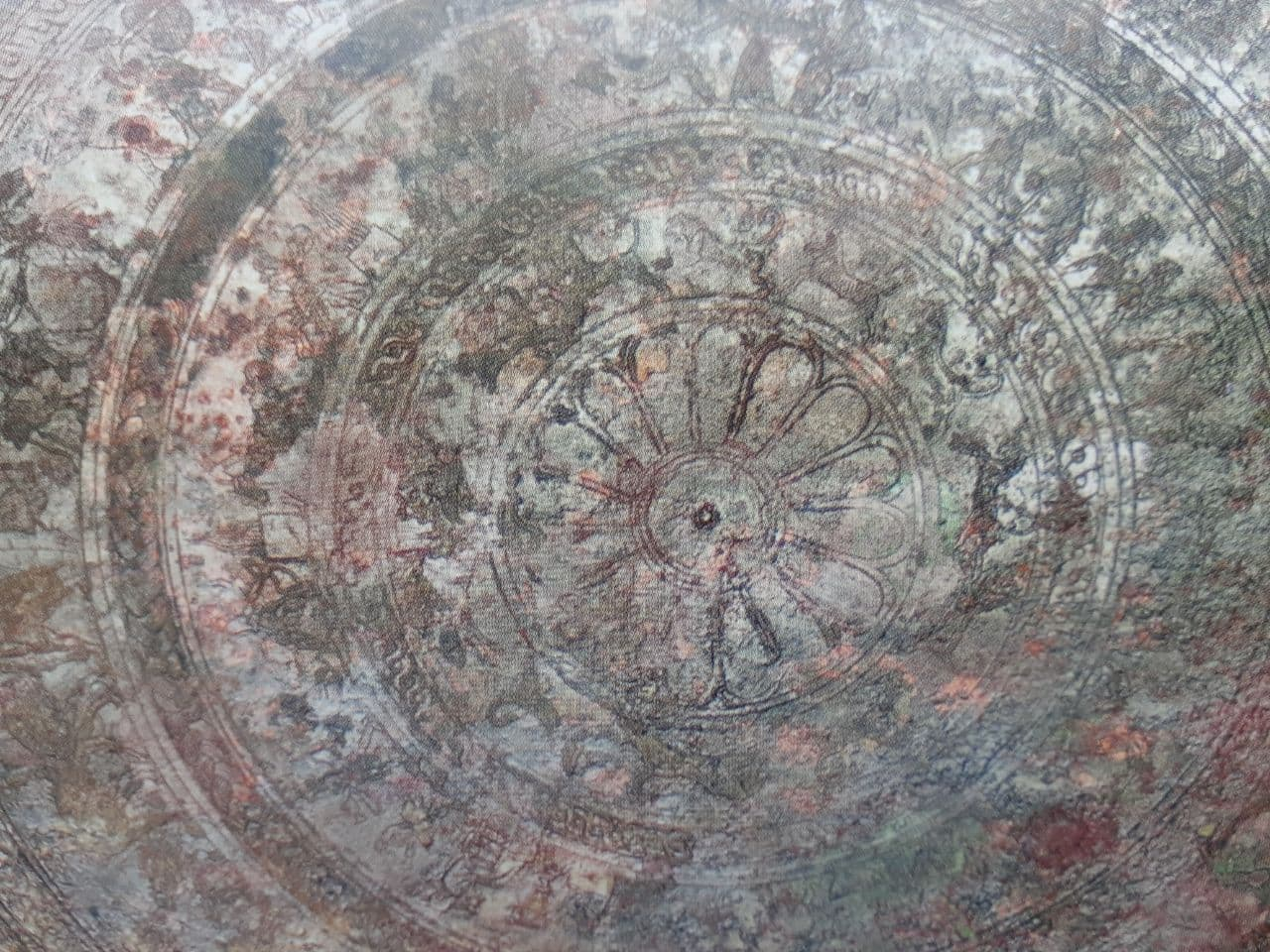
Arjan

Arjan

## Fekvése
Arradzsán romjai 7,5 - 11 km-rel északkeletre fekszenek a mai Behbahán közelében, egy korábban Ardzsún néven ismert területen, a Kordesztán folyó déli partján mentén, valamint az Emámzáde Reza szentély körül, a folyó mindkét partján.

## Története
Arradzsán a 10. században érte el jólétének csúcspontját. Az akkori időszakból származó leírások alapján a városnak hat kapuja volt. A város közepén állt a 694 és 714 között épült nagymecset, mellette volt a bazár. Egy adminisztratív épületet és egy fellegvárat is említettek, két híddal együtt. A város minden házához földalatti csatornákon keresztül jutott el a víz. 1052-ben állítólag 20000 lakosa volt. 1085-ben földrengés pusztította el, e csapás után soha nem épült vissza. Lakosai, akik megmenekültek, máshova vándoroltak vagy a romok közt éltek, míg az óvárostól délre fel nem épült az új, Behbahán nevű település. Ez azonban soha nem érte el elődjének fontosságát és méretét.

## Régészet
Az 1360-as években az útépítési munkák során Arradzsán helyén romos fürdő és egy szentély került elő, a Márun partján pedig egy aranyozott fém koporsó, néhány aranygomb, különböző fegyverek, fazekas- és fémtárgyak, figurák, és egy nagyon díszes arany két szárnyas oroszlánt ábrázoló tárgy, valamint egy rövid feliratú szkript ábrázolás került napvilágra. Ezeket a leleteket a Teheránban lévői Iráni Régészeti  Múzeumba szállították, ahol iráni régészek tanulmányozták és úgy vélték, hogy az itt fellelt leletanyag Elám utolsó szakaszának késői részéből származik.
A területen az épületek és a falak szétszórt maradványai láthatók, melyek nagysága 2,5x2,5 km észak-déli és kelet-nyugati irányban. A helyszíntől délre van egy kiemelkedő fal, amely kb. 300-600 m-re helyezkedik el. A város egykori határain belül láthatók a kanátnak (modern perzsa ejtés alapján ganát) nevezett csatornarendszer maradványai. Észak felé a Kordesztán folyó hídjának részei maradtak fenn. Az Ardzsúnban felfedezett kerámiamaradványok 11. századi település létezését tanúsítják.